# Comuna de Niegosławice
Niegosławice (polaco: Gmina Niegosławice) é uma gminy (comuna) na Polónia, na voivodia da Lubúsquia e no condado de Żagański. A sede do condado é a cidade de Niegosławice.
De acordo com os censos de 2004, a comuna tem 4716 habitantes, com uma densidade 34,6 hab/km².

## Área
Estende-se por uma área de 136,11 km², incluindo:
- área agricola: 64%
- área florestal: 21%

## Demografia
Dados de 30 de Junho 2004:
|                      | Total   | Total | Mulheres | Mulheres | Homens  | Homens |
| -------------------- | ------- | ----- | -------- | -------- | ------- | ------ |
|                      | pessoas | %     | pessoas  | %        | pessoas | %      |
| População            | 4716    | 100   | 2429     | 51,5     | 2287    | 48,5   |
| Densidade (pop./km²) | 34,6    | 100   | 17,8     | 17,8     | 16,8    | 16,8   |

De acordo com dados de 2002, o rendimento médio per capita ascendia a 1517,61 zł.

## Subdivisões
- Bukowica, Gościeszowice, Krzywczyce, Mycielin, Niegosławice, Nowa Jabłona, Przecław, Rudziny, Stara Jabłona, Sucha Dolna, Zimna Brzeźnica.

## Comunas vizinhas
- Gaworzyce, Nowe Miasteczko, Przemków, Szprotawa, Żukowice